# Tacte
El sentit del tacte o sentit tàctil permet percebre qualitats dels objectes i medis com la pressió, temperatura, textura, duresa, etc. Aquest sentit es troba principalment en la pell, en la qual es troben diferents classes de receptors que s'encarreguen de transformar els diferents tipus d'estímuls de l'exterior en informació susceptible de ser interpretada pel cervell. Els principals receptors són els corpuscles del tacte com ara els corpuscles o Discs de Merkel. Per exemple, els Corpuscles de Ruffini són els encarregats de percebre la pressió.

## Receptors de la pell
| Tipologia                  | Àmbit de percepció | Receptors                         |
| -------------------------- | ------------------ | --------------------------------- |
| Mecanoreceptors de la pell | Exteroceptors      | Corpuscles de Meissner            |
|                            |                    | Corpuscles de Pacini              |
|                            |                    | Corpuscles de Ruffini             |
|                            |                    | Discs de Merkel                   |
|                            |                    | Terminacions nervioses simples    |
|                            |                    | Receptors dels fol·licles pilosos |
| Quimioreceptors            | Exteroceptors      | Nociceptors (receptors del dolor) |
| Termoreceptors             | Exteroceptors      | Receptors de temperatura          |

Els receptors sensorials de la pell detecten els canvis que es produeixen a l'ambient en relació al tacte, la pressió i la temperatura. De cada tipus de receptor en parteix un tipus específic de fibra nerviosa. Els diversos mecanoreceptors es distingeixen per la seva morfologia i la mida del seu camp receptiu, la persistència de la seva resposta i la freqüència a la qual poden donar resposta.